# Championnat de Tunisie de football de deuxième division
Le championnat de Tunisie de football de deuxième division (Ligue II) regroupe quatorze équipes tunisiennes. Ce nombre est porté exceptionnellement à seize en 2011-2012, alors que la saison 2018-2019 marque le retour à la formule à deux poules de douze clubs chacune avec play-off et play-out.

## Promotion et relégation
Les deux premiers clubs sont automatiquement promus en Ligue I. Les deux derniers sont relégués en Ligue III.

## Droits TV
Le lot de diffusion de la Ligue II jusqu'à la fin de saison 2009-2010 a été attribué à Hannibal TV pour la somme de 150 000 dinars.

## Palmarès
- 1955-1956 : Jeunesse sportive métouienne[2] (poule nord), Stade soussien (poule centre-sud) et Étoile sportive de Métlaoui (poule sud-ouest)
- 1956-1957 : Union sportive tunisienne[2] (poule nord), Stade soussien (poule centre-sud) et Étoile sportive de Métlaoui (poule sud-ouest)
- 1957-1958 : Olympique du Kef[3] (second de la poule nord), Stade gabésien (poule centre-sud) et Khanfous club de Redeyef (poule sud-ouest)
- 1958-1959 : Avenir sportif de La Marsa (poule nord 2)[4], Union sportive musulmane olympique (poule nord 1), Jeunesse sportive kairouanaise (poule centre-sud) et Étoile sportive de Métlaoui (poule sud-ouest)
- 1959-1960 : El Makarem de Mahdia (poule sud)[5] et Al Mansourah chaâbia de Hammam-Lif (poule nord)
- 1960-1961 : Stade gabésien (poule sud)[6] et  Al Mansourah chaâbia de Hammam-Lif (poule nord)
- 1961-1962 : El Ahly Mateur[7] (poule nord) et Étoile sportive de Métlaoui (poule sud)
- 1962-1963 : Club athlétique bizertin (poule nord) et Sfax railway sport (poule sud)
- 1963-1964 : Club sportif de Hammam Lif  (poule nord) et Stade sportif sfaxien (poule sud)
- 1964-1965 : Club olympique des transports
- 1965-1966 : Club sportif des cheminots
- 1966-1967 : Club olympique des transports
- 1967-1968 : Club sportif des cheminots
- 1968-1969 : Association sportive de l'Ariana
- 1969-1970 : El Makarem de Mahdia
- 1970-1971 : Union sportive maghrébine (poule nord) et Stade sportif sfaxien (poule sud)
- 1971-1972 : Club sportif de Hammam Lif (poule nord) et Jeunesse sportive kairouanaise (poule sud)
- 1972-1973 : Club sportif des cheminots (poule nord) et Stade sportif sfaxien (poule sud)
- 1973-1974 : Stade africain de Menzel Bourguiba (poule nord) et Patriote de Sousse (poule sud)
- 1974-1975 : Olympique du Kef (poule nord) et Jeunesse sportive kairouanaise (poule sud)
- 1975-1976 : Association Mégrine Sport (poule nord) et Union sportive monastirienne (poule sud)
- 1976-1977 : Stade africain de Menzel Bourguiba (poule nord) et Stade sportif sfaxien (poule sud)
- 1977-1978 : Olympique du Kef (poule nord) et Océano Club de Kerkennah (poule sud)
- 1978-1979 : Club sportif de Menzel Bouzelfa (poule nord) et Stade gabésien (poule sud)
- 1979-1980 : Club olympique des transports  (poule nord) et Union sportive monastirienne (poule sud)
- 1980-1981 : Association Mégrine Sport (poule nord) et El Makarem de Mahdia (poule sud)
- 1981-1982 : Club sportif de Korba  (poule nord) et Stade gabésien (poule sud)
- 1982-1983 : Stade sportif sfaxien (poule sud), Stade soussien (poule centre) et Club olympique des transports (poule nord)[8].
- 1983-1984 : Club olympique des transports (poule nord), Stade nabeulien (poule centre)[9]. et Avenir sportif de Gabès (poule sud)
- 1984-1985 : Olympique de Béja (poule nord), STIA Sousse (poule centre) et Océano Club de Kerkennah (poule sud)[10].
- 1985-1986 : Club olympique des transports
- 1986-1987 : Olympique du Kef
- 1987-1988 : Avenir sportif de La Marsa
- 1988-1989 : Club sportif des cheminots
- 1989-1990 : Club athlétique bizertin
- 1990-1991 : Océano Club de Kerkennah
- 1991-1992 : Avenir sportif de Kasserine
- 1992-1993 : Olympique du Kef
- 1993-1994 : Sfax railway sport
- 1994-1995 : Club olympique des transports
- 1995-1996 : Stade soussien
- 1996-1997 : Club sportif de Hammam Lif
- 1997-1998 : Union sportive monastirienne
- 1998-1999 : Aucune équipe promue avec la réduction du nombre d'équipes en Ligue I de 16 à 12
- 1999-2000 : Club sportif de Hammam Lif
- 2000-2001 : Club olympique de Médenine
- 2001-2002 : Avenir sportif de La Marsa
- 2002-2003 : Étoile sportive de Béni Khalled
- 2003-2004 : Étoile olympique La Goulette Kram
- 2004-2005 : Jendouba Sports
- 2005-2006 : Olympique de Béja
- 2006-2007 : Stade gabésien
- 2007-2008 : Espoir sportif de Hammam Sousse
- 2008-2009 : Espérance sportive de Zarzis
- 2009-10 : Avenir sportif de La Marsa
- 2010-2011 : Union sportive monastirienne
- 2011-2012 : Olympique du Kef
- 2012-2013 : Étoile sportive de Métlaoui
- 2013-2014 : Association sportive de Djerba
- 2014-2015 : Union sportive de Ben Guerdane
- 2015-2016 : Avenir sportif de Gabès
- 2016-2017 : Stade tunisien
- 2017-2018 : Club sportif de Hammam Lif
- 2018-2019 : Avenir sportif de Soliman et Croissant sportif chebbien
- 2019-2020 : Olympique de Béja et Avenir sportif de Rejiche
- 2020-2021 : Club sportif de Hammam Lif
- 2021-2022 : Stade tunisien
- 2022-2023 : El Gawafel sportives de Gafsa
- 2023-2024 : Jeunesse sportive d'El Omrane
- 2024-2025 : Avenir sportif de La Marsa

## Meilleurs buteurs
- 1964-1965 : Mohamed Sahnoun (SSS ; 26)
- 1965-1966 : Mohamed Sahnoun (SSS ; 27)
- 1966-1967 : Joel Ngando (US maghrébine ; 13)
- 1967-1968 : Mohamed Sahnoun (SSS ; 17)
- 1968-1969 : Hassen Refai et Giovanni Di Marco (UST ; 9)
- 1969-1970 : Ahmed Abbassi (FCD ; 12)
- 1970-1971 : Mohamed Sahnoun (SSS ; 20)
- 1971-1972 : Habib Mejri (CSHL ; 15)
- 1972-1973 : Amor Goundi (CSC ; 16)
- 1973-1974 : Mouldi Neffati (SAMB ; 14)
- 1974-1975 : Moncef Ouada (JSK ; 17)
- 1975-1976 : Salah Doukhlou (ASD ; 20)
- 1976-1977 : Salah Doukhlou (ASD ; 14)
- 1977-1978 : Mokhtar Ayari (JS ; 13)
- 1978-1979 : Salah Doukhlou (ASD ; 12)
- 1979-1980 : Fethi Ouasti (OB ; 15) et Lotfi Sanhaji (SSS ; 15)
- 1980-1981 : Houcine Néji (CS Redeyef ; 10), Mohamed Ben Frej (EMM ; 10), Jalel Zaâfouri (AMS ; 10) et Kamel Ben Brahim (OK ; 10)
- 1981-1982 : Raouf Abbes (LPST ; 14)
- 1982-1983 : Mohsen Hmida (SCM ; 14)
- 1983-1984 : Houcine Néji (CS Redeyef ; 12)
- 1984-1985 : Mohamed Ali Tabbassi (ASK ; 16)
- 1985-1986 : Mohieddine Habita (COT ; 11)
- 1986-1987 : Ali Jaballah (ESZ ; 18)
- 1987-1988 : Ezzeddine Hadj Sassi (OCK ; 13)
- 1988-1989 : Chedly Nefzi (CSC ; 13)
- 1989-1990 : Hachem Tej (SS ; 13)
- 1990-1991 : Hachem Tej (SS ; 13) et Hamadi Guesmi (SSS ; 13)
- 1991-1992 : Mohamed Ayadi (SRS ; 15)
- 1992-1993 : Sofian Koroghli (SAMB ; 13)
- 1993-1994 : Adel Berriche (ASG ; 13)
- 1994-1995 : Faouzi Khemila (EGSG ; 13)
- 1995-1996 : Abdallah Tazi (JS Rogba ; 17)
- 1996-1997 : Richard Manga (CSHL ; 15) et Karim Raouahi (ASA ; 15)
- 1997-1998 : Taoufik Hammami (EAM ; 15)
- 1998-1999 : Bassem Garmani (KS ; 15)
- 1999-2000 : Faouzi Khemila (ASD ; 13) et Tarek Ziadi (ESBK ; 13)
- 2000-2001 : Mohamed Tarhouni (COM ; 12)
- 2001-2002 : Zoubeir Essefi (ASD ; 12)
- 2002-2003 : Alaa Krir (ASG ; 11)
- 2003-2004 : Faouzi Khemila (EGSG ; 9)
- 2004-2005 : Karim Hosni (SG ; 12) et Yacoba Cissé (ASD ; 12)
- 2005-2006 : Paul Digba (OB ; 10), Zied Laâroussi (ESHS ; 10) et Jelloul Naïmi (ESHS ; 10)
- 2006-2007 : Ahmed Najjar (CSK ; 12)
- 2007-2008 : Mohamed Mraihi (ASK ; 13) et Sabri Lounis (JSK ; 13)
- 2008-2009 : Claude Gondo (JSK ; 15)
- 2009-2010 : Bassem Mannaï (CSMS ; 10)
- 2010-2011 : Claude Gondo (SG ; 12)
- 2011-2012 : Hatem Ayet Lachgar (COT ; 12)
- 2012-2013 : Slim Mezlini (ESM ; 15)
- 2013-2014 : Hédi Bourkhis (ASD ; 14)[11]
- 2014-2015 : Slim Zakkar (ASK ; 13)
- 2015-2016 : Nabil Missaoui (OB ; 18)[12]
- 2016-2017 : Mohamed Amine Khaloui (SAMB ; 12) et Zied Soussi (USMo ; 12)
- 2017-2018 : Mohamed Ali Ben Abdessalem (UST ; 14)
- 2018-2019 : Cherif Kechrid (AS Oued Ellil ; 18)
- 2019-2020 : ?
- 2020-2021 : ?
- 2021-2022 : Karim Aouadhi (Stade tunisien ; 5)
- 2022-2023 : Sadok Ben Salem (EGS Gafsa ; 10)
- 2023-2024 : Achraf Jabri (ES Zarzis ; 10)
- 2024-2025 : ?